# 特拉弗斯 (密蘇里州)
特拉弗斯（英語：Traverse）是位於美國密蘇里州巴里縣的非建制地區。

## 歷史
特拉弗斯的郵局於1889年設立，1894年關閉後又於1898年重啟，最終於1903年停運。

## 地理
特拉弗斯所處的海拔為高於海平面393米（即1257英呎），而該地所採用的時區為UTC-6，即北美中部時區（CST）。同時該地設有夏令時間，為UTC-6調快一小時，即UTC-5（CDT）。